# ليلة السادس عشر من يناير (فلم)
ليلة السادس عشر من يناير (بالإنجليزية: Night of January 16th) هو فيلم أبيض وأسود درامي جريمة أمريكي صدر عام 1941 من إخراج ويليام كليمنس، استنادًا إلى مسرحية تحمل نفس الاسم من تأليف آين راند عام 1934. تتبع القصة ستيف فان رويل (روبرت بريستون) وكيت لين (إلين درو) أثناء التحقيق في جريمة قتل رئيس لين، في محاولة لتبرئتها كمشتبه بها.
قامت شركة مترو جولدوين ماير بشراء حقوق الفيلم للمسرحية في عام 1934 واستأجرت راند للعمل على السيناريو، لكنهما لم يتحركا للأمام وانتهت صلاحية الخيار. أعيد بيع الحقوق لاحقًا، أولاً لشركة آر كي أو بيكتشرز، ثم لشركة باراماونت بيكتشرز. جلبت شركة فريقًا جديدًا من الكتاب، ولم تلعب راند أي دور في الإنتاج النهائي.لم يحظ الفيلم باهتمام كبير عند إصداره، وكانت معظم المراجعات سلبية. أشادت مراجعة في مجلة فارايتي بأداء درو، لكنها وصفت الإخراج بأنه "ثقيل" والحبكة بأنها تنطوي على "مجموعة لا تصدق من المصادفات".

## ملخص الفيلم
ستيف فان رويل (روبرت بريستون) بحار يرث منصبًا في مجلس إدارة شركة يرأسها بيورن فوكنر (نيلز آستر). يكتشف مجلس الإدارة اختفاء 20 مليون دولار من أموال الشركة، ويطالب فوكنر بإجابات. في تلك الليلة، يلتقي فوكنر برجل يُدعى أنطون هارابا، ويبدو أنه يُلقى من شرفة شقته الفاخرة ليموت. تدخل سكرتيرة فوكنر، كيت لين (إلين درو)، الشقة الفاخرة بعد لحظات، مما يدفع الشرطة إلى اعتقالها بتهمة قتل فوكنر. يقرر فان رويل التحقيق في الجريمة. يشتبه في أن لين وفوكنر كانا يختلسان الأموال معًا، يدفع لها الكفالة حتى يتمكن من استجوابها بشأن الموقف. يجدون مذكرات فوكنر، وتؤدي الإدخالات إلى اعتقاد فان رويل أن لين بريء. يختلف المدعي العام (بول ستانتون) مع هذا، ويذهب لين للمحاكمة.
يحاول فان رويل إثبات براءة لين بأدلة مزيفة، لكن خدعته تُكتشف. يهرب الاثنان بأدلة من شقة فوكنر، ويستخدمانها لتعقب هارابا الغامض. يتتبعانه إلى فندق في هافانا، كوبا، حيث يكتشفان أن "هارابا" هو اسم مستعار يستخدمه فوكنر، الذي زيف وفاته. عندما يأخذ فوكنر لين أسيرة، يهرع فان رويل مع الشرطة إلى غرفة فوكنر لإنقاذها. يتم القبض على فوكنر، ويقرر فان رويل ولين الزواج.

## طاقم العمل
- روبرت بريستون بدور ستيف فان رويل
- إلين درو بدور كيت لين
- نيلز أستير بدور بيورن فوكنر
- كلارنس كولب بدور تيلتون
- ويلارد روبرتسون بدور المفتش دونيجان
- سيسيل كيلاواي بدور أوسكار السكير
- دونالد دوغلاس بدور المحامي بولك
- بول ستانتون بدور المدعي العام
- مارجريت هايز بدور نانسي ويكفيلد

## روابط خارجية
- ليلة 16 يناير (فبلم 1941)  في قاعدة بيانات الأفلام على الإنترنت (بالإنجليزية)